# Griffons
Griffons es un equipo profesional de rugby ubicado en la ciudad de Welkom, Provincia del Estado Libre, en Sudáfrica. Participa anualmente en la Currie Cup y en las diferentes competencias nacionales de Sudáfrica.
Fue representado hasta 2020 por los Cheetahs en el Pro14, fecha en que fue excluido del torneo.

## Historia
Fue fundada en 1968, hasta el año 1998 mantuvo el nombre de Northern Free State, ese mismo año adquirió el nombre que utiliza actualmente.
Desde el año 1969 participa en la principal competición entre clubes provinciales de Sudáfrica, competición en la cual ha logrado varios campeonatos de segunda división.
Ha enfrentado a los British and Irish Lions en una ocasión en 1997 perdiendo por 67 a 39, ha derrotado a la selección de  Italia en 1973 por un marcador de 12 a 11.

## Palmarés
- Currie Cup First Division (5): 2008, 2014, 2016, 2017 y 2022

- Vodacom Shield (1): 2001

- Paul Roos Trophy (1): 1970